# Terry Zwigoff
Terry Zwigoff (18 mai 1949 - ) est un réalisateur, scénariste et producteur américain spécialiste de la mouvance underground et qui a une prédilection pour les films décrivant des personnages marginaux. 

## Biographie
Son premier film, Louis Bluie, est tourné en 1986 et avait pour sujet un musicien de blues oublié. L'affiche est réalisée par Robert Crumb.
Il ne revient derrière la caméra qu'en 1994 en tournant un nouveau documentaire : Crumb. Ce film explore le personnage de Robert Crumb, figure phare de la bande dessinée alternative américaine partageant sa passion du blues, est son premier succès. David Lynch, fasciné par Charles Crumb, le frère de Robert, accepte que son nom soit inscrit sur l'affiche et dans le générique comme producteur, même s'il n'a en réalité pas eu cette fonction. Ce film à petit budget toucha un bien plus large public que prévu et reçut plusieurs prix, dont le Grand Prix du jury au Festival de Sundance 1995. 
Il tournera son premier film de fiction en 2001, toujours en rapport avec la bande dessinée, en adaptant Ghost World, graphic novel alternatif de Daniel Clowes. Le film est à nouveau un double succès, public et d'estime. Le Festival de Deauville lui décernera le prix du jury et donnera le prix d'interprétation à Thora Birch en 2001, par ailleurs le scénario sera nommé à l'oscar de la meilleure adaptation en 2002. Il retravaillera avec Daniel Clowes, qui écrira le scénario d'Art school confidential, son quatrième film.
Depuis Zwigoff s'est assuré un public et s'amuse à explorer les souterrains et les recoins inexplorés avec un certain succès. Pour exemple, le film Bad Santa (produit par les frères Coen) est présenté hors compétition lors du Festival de Cannes 2004.
On peut également noter son amitié avec John Malkovich qui jouera dans Art school confidential après avoir coproduit Ghost World.

## Filmographie
- 1986 : Louis Bluie, documentaire
- 1994 : Crumb, documentaire
- 2001 :  Ghost World
- 2003 : Bad Santa
- 2006 : Art school confidential

## Récompenses et distinctions
- 1996 : Prix Harvey de la meilleure œuvre biographique pour Crumb (avec Lynn O'Donnell)